# Koitelaiskaira
Koitelaiskaira är en ås i Finland. Den ligger i Sodankylä kommun i landskapet Lappland, i den norra delen av landet, 900 km norr om huvudstaden Helsingfors.